# Cechenena transpacifica
Cechenena transpacifica là một loài bướm đêm thuộc họ Sphingidae. Nó được tìm thấy ở Philippines.
Nó rất giống với Cechenena chimaera.